# Afrocrania
Afrocrania is een geslacht van kevers uit de familie bladkevers (Chrysomelidae).
De wetenschappelijke naam van het geslacht werd in 1949 gepubliceerd door Hincks.

## Soorten
- Afrocrania assimilis Weise, 1903
- Afrocrania foveolata Karsch, 1882
- Afrocrania kaethae Middelhauve & Wagner, 2001
- Afrocrania kakamegaensis Middelhauve & Wagner, 2001
- Afrocrania latifrons Weise, 1892
- Afrocrania longicornis Middelhauve & Wagner, 2001
- Afrocrania luciae Middelhauve & Wagner, 2001
- Afrocrania ubatubae Middelhauve & Wagner, 2001